# Текодин
Текодин, Хлористоводородный дигидро-окси-кодеинон — белый кристаллический порошок горького вкуса, растворимый в 6 частях воды и 60 частях спирта. По фармакологическим свойствам текодин близок к морфину.

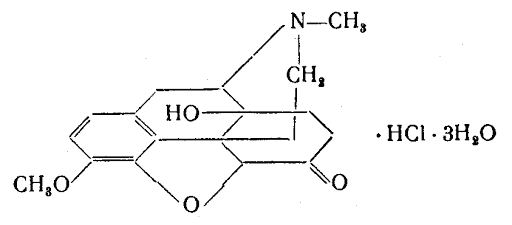
Текодин

Обладает сильным болеутоляющим действием. Угнетает кашлевой центр сильнее кодеина. Температура плавления 118°-220° С. Вызывает привыкание.

## Применение
Применяют в качестве болеутоляющего средства как заменитель морфина при болях различного происхождения. Не уступая морфину по интенсивности действия, вместе с тем в ряде случаев лучше переносится больными. Используется для успокоения кашля, особенно у больных туберкулёзом.
В хирургической практике текодин применяют вместо морфина для подготовки к наркозу и для купирования болей в послеоперационном периоде. Так же применяют в акушерской практике для обезболивания родов.

## Использование
Назначают внутрь по 0,005-0,01 грамму на приём 1-2 раза в день. Под кожу вводят по 1 мл 1 % раствора 1-2 раза в день.
Высшие дозы для взрослых: разовая — 0,01 грамм, суточная — 0,03 грамм.

## Форма выпуска
Выпускается в виде порошка, в таблетках по 0.005 грамм и в ампулах по 1 мл 1 % раствора.

## Хранение
Сохраняют под замком (Список А) в хорошо закупоренных банках в защищенном от света месте.